# Síndrome respiratòria aguda greu
La síndrome respiratòria aguda greu (habitualment abreujada com a SARS, de l'anglès Severe Acute Respiratory Syndrome) és una pneumònia atípica que aparegué per primer cop al novembre del 2002 a la província de Guangdong (Xina).

## Característiques epidemiològiques
Es propagà entre els habitants de Hong Kong, Taiwan i el Vietnam a finals del febrer del 2003, i després a altres països amb els viatges per mitjans aeris o terrestres d'individus afectats. A la Xina, la transmissió del coronavirus causal es considerà controlada el maig de 2004 i a tot el món el juliol del mateix any.
L'epidèmia de SARS va ser un procés infecciós emergent destacable pels seus singulars trets clínics i epidemiològics, eclosió fulminant i gradual atenuació posterior. La malaltia mostrà una elevada capacitat patogènica i letal, ja que des del novembre de 2002 fins a finals de juny de 2003 produí 8.422 casos i 916 defuncions a 29 països dels cinc continents, amb una taxa mitjana de mortalitat global propera al 13% i un elevat índex d'infectivitat i de transmissibilitat. A l'Àsia tingué un número reproductiu bàsic (R0) de 2,7-2,8, mentre que al Canadà fou de 0,24–1,18. L'estudi de les característiques de l'epidèmia va fer possible la creació de nous models informàtics per predir el comportament global dels brots de malalties infeccioses en el segle xxi. També posà de manifest la importància de l'ús de material protector adequat entre els professionals de la salut, del diagnòstic precoç en situacions de crisi sanitària i, en especial, la necessitat de revisar els protocols relacionats amb la intubació dels pacients infectats.
Alguns experts estimaren les pèrdues econòmiques globals produïdes per aquesta síndrome, només durant l'any 2003, en més de 40 bilions de dòlars.
La taxa de mortalitat varià a cada país, cosa que es pot explicar en part per les diferències en els procediments de recollida de dades epidemiològiques i en part per factors com la diversa disponibilitat d'assistència sanitària, presència de patologies concomitants infeccioses o no i nivell de tabaquisme de la zona. Val a dir que per determinar aquesta taxa no es tenia en compte les possibles morts futures provocades per la malaltia, ni els casos no declarats de SARS perquè no presentaven una simptomatologia clarament atribuïble a aquesta infecció. El 19 d'abril del 2003, l'investigador de Harvard Henry Niman. actualitzà la taxa de mortalitat en un 18,2% pel Canadà i Hong Kong, sent el primer científic que va posar de manifest les altes possibilitats de mutació del virus i l'heterogènia de la seva presentació clínica. Poc temps després, la mortalitat per SARS estimada pels especialistes de l'OMS fou: ≤1% en individus menors de 25 anys, 6% en els d'entre 25 i 44 anys, 15% en els d'entre 45 i 64 i ≥ 50% en els de 65 anys o més; sent el període d'incubació mitjà d'uns 5,2-7,7 dies, amb un mínim de 24 h i un màxim de 13 dies. Es creu que la malaltia no és contagiosa durant aquest període.
Les possibilitats que les persones que pateixen SARS es puguin mantenir asimptomàtiques, cosa que significaria que els portadors es podrien barrejar amb la població sense rebre tractament són petites, segons el criteri dels funcionaris de l'OMS (2003).

## Etiologia
Si bé al març del 2003 alguns científics varen identificar el patogen causal de la síndrome com un paramixovirus, més tard l'Organització Mundial de la Salut i els laboratoris xinesos i dels CDC classificaren aquest virus com un coronavirus (SARS-CoV) nou. El genoma del virus té 29.700 nucleòtids i inclou 13 gens que codifiquen, com a mímim, 14 proteïnes. La infecció per SARS-CoV no s'havia descrit anteriorment en els humans i s'ha observat una notable semblança, des d'un punt de vista genòmic, amb la síndrome de diarrea aguda porcina per coronavirus (SADS-CoV), una patologia especialment activa en regions del sud de la Xina.
L'origen d'aquesta greu patologia respiratòria és zoonòtic, fet que es demostrà després d'una intensa i llarga tasca d'investigació. Un equip científic multidisciplinari va identificar a una cova de la província xinesa de Yunnan una població de ratpenats rinolòfids pertanyent a l'espècie Rhinolophus sinicus com l'hoste primari del virus. Soques virals genèticament similars foren aïllades en exemplars de civeta de palmera emmascarada venuts a mercats d'animals de Guangdong, a mil kilòmetres de l'esmentada cova. Des de l'epidèmia de 2003-2003 s'han registrat menys de 20 casos nous, alguns per contacte individual amb animals infectats i altres per accidents de laboratori produïts durant la manipulació de SARS-CoV.
El motiu pel qual els ratpenats són el reservori natural del SARS-CoV i d'altres virus de transmissió zoonòtica es fonamenta en el fet que l'evolució del seu vol sembla haver seleccionat un conjunt únic de respostes immunes antivirals que controlen la propagació del patogen, limitant al mateix temps les respostes inflamatòries autodestructives. Segons estudis cel·lulars in vitro desenvolupats a partir de models teòrics, un dels trets evolutius més singulars d'aquests animals és la pèrdua de determinats gens que normalment promouen la inflamació.
Tot i pertànyer a gèneres vírics diferents, el SARS-Cov i el coronavirus humà NL63 tenen una gran similitud pel que fa al seu tropisme cel·lular. Ambdós comparteixen la seva afinitat per les cèl·lules ciliades de l'epiteli respiratori amb el coronavirus HKU1, el qual fou descobert en una persona gran amb pneumònia a Shenzhen.
L'aparició d'un nou virus amb un genoma molt similar al SARS-Cov (80%) i prèviament no filiat, provinent també dels ratpenats xinesos, el SARS-CoV-2 (causant de la COVID-19), provocà que l'OMS declarés l'alerta per pandèmia el març de 2020.

## Patogènesi
La SARS és una pneumònia vírica d'evolució ràpida. El quadre inicial no es específic i resulta difícil de diferenciar de les habituals pneumònies comunitàries. A hores d'ara, el seu diagnòstic clínic es basa en la presència en el pacient de febre ≥ 38 °C i un símptoma o més de malaltia del tracte respiratori inferior (tos, dificultat respiratòria, dispnea), juntament amb signes radiogràfics d'infiltrats pulmonars concordants con pneumònia o síndrome del destret respiratori agut (SDRA). El diagnòstic anatomopatològic requereix resultats autòpsics indicatius de procés pneumònic o de SDR sense causa identificable o cap diagnóstic alternatiu que pugui explicar la malaltia. El diagnòstic analític implica l'existència de símptomes i signes clínics suggestius de SARS i troballes de laboratori positives en un o més dels següents mètodes diagnòstics: 
- a) PCR positiva per SARS-CoV.[55][56]
- b) seroconversió per anàlisi de immunoabsorció lligat a enzims (ELISA), un tipus d'anàlisi que pot tenir una sensibilitat variable segons la variant emprada per detectar diferents components del SARS-CoV,[57] o immunofluorescència (IFA).[58]
- c) aïllament virològic del virus.[59]
- d) identificació immunohistoquímica i per hibridació in situ de la nucleoproteïna i de l'ARN del virus en cèl·lules pulmonars.[60]

En la infecció pel SARS-Cov existeixen tres fases patogèniques de duració variable i que poden superposar-se cronològicament: replicació vírica, pneumonitis inflamatòria i fibrosi pulmonar residual. Una particularitat d'aquesta síndrome és el fet que durant la fase aguda té un curs més benigne en nounats i nens comparat amb el que habitualment presenten els adults. No s'ha registrat cap mort infantil per aquesta síndrome i pràcticament tots els nens afectats la superen sense seqüeles significatives a llarg termini.
Una de les possibles complicacions de la SARS és el pneumomediastí (presència d'aire lliure a mediastí) espontani, acompanyat de pneumotòrax o no. Tot i no ser un dels trets associats més comuns de la malaltia, l'aparició d'insuficiència renal aguda és indicativa de mal pronòstic.
L'activació del sistema del complement té un paper important en la patogènesi de la SARS. S'ha observat que els individus amb un període d'incubació curt són els que presenten una evolució clínica més greu.

## Transmissió
El SARS-CoV es transmet entre persones sobretot per via aèria, a través de les gotetes de Flügge i els nuclis infecciosos de Wells, encara que el contacte amb les mucoses i secrecions dels malalts i amb fòmits també és causa de contagi. És una infecció que es propaga amb molta facilitat dins de l'àmbit nosocomial, sent imprescindible per aconseguir el seu control emprar mètodes biomoleculars de detecció precoç i adoptar les mesures de seguretat hospitalària oportunes. Les vies de transmissió fecal-respiratòria i fecal-oral es consideren possibles, però no s'han realitzat estudis epidemiològics que aportin dades sobre aquest tema en particular.
No existeixen evidències que indiquin que sigui una malaltia de transmissió vertical i, segons indica una anàlisi retrospectiva del brot ocorregut a Toronto, els casos pediàtrics diagnosticats es produïren pel contacte amb adults infectats.
Se sap que els humans poden transmetre aquesta infecció a mamífers domesticats, com ara els porcs.

## Tractament
Durant la primera fase de la malaltia determinats fàrmacs antivírics, com ara Kaletra® (una combinació de lopinavir i ritonavir utilitzada per tractar les infeccions pel VIH) o altres inhibidors de les proteases, són una opció a considerar. Es convenient reservar l'ús de glucocorticoides fins a la segona setmana de malaltia, amb la finalitat de contrarestar l'etapa de BOPO. Els pacients amb un deteriorament clínic greu (febre persistent, empitjorament de les opacitats radiogràfiques i insuficiència respiratòria hipoxèmica) requereixen ventilació artificial en una UCI. En ells, està indicada la instauració d'una teràpia pulsativa amb metilprednisona. L'eficàcia dels interferons de tipus I en el tractament de la SARS és qüestionable, malgrat els prometedors resultats de les primeres recerques in vitro fetes sobre el tema. Experiments amb cèl·lules cultivades de primats no humans varen mostrar la potencial utilitat de la cloroquina com a substància inhibidora de la infecció pel SARS-Cov, però a posteriori no han estat finalitzats suficients assajos clínics vàlids que confirmin la seguretat d'aquest compost per tractar infeccions humanes a conseqüència dels coronavirus. Durant els primers mesos de l'epidèmia s'empraren de forma empírica i amb resultats molt pobres diversos immunomoduladors i antivírics, entre ells la ribavirina (un nucleòsid sintètic, també anomenat virazole). Més tard, investigadors francesos descobriren la presència en el SARS-Cov d'un determinat enzim capaç d'eludir l'acció d'aquesta substància. D'altra banda, es realitzaren diversos estudis sobre l'eficàcia terapèutica de la ribavirina administrada conjuntament amb immunoglobulina endovenosa i/o plasma de malalts convalescents i cap d'ells aportà resultats concloents. Això va ser atribuït a la impossibilitat de diferenciar els efectes del plasma i de la immunoglobulina dels de les comorbiditats preexistents o dels beneficis d'altres procediments mèdics implementats abans d'efectuar aquesta mena d'assajos. El remdesivir (un inhibidor tipus molècula petita de l'ARN polimerasa) és un altre compost amb capacitat de frenar la replicació del SARS-Cov in vitro.
Alguns malalts desenvoluparen alteracions del metabolisme lipídic persistents a conseqüència de l'administració de metilprednisolona (un glucocorticoide sintètic). A llarg termini i a banda dels possibles efectes secundaris del tractament, la seqüela mes comuna de la SARS és una reducció de la capacitat de difusió pulmonar (d'intercanvi de gasos entre els alvèols i els capil·lars) a conseqüència de la fibrosi intersticial provocada pel dany alveolar difús ocorregut durant el període àlgid de la pneumònia. Certs casos d'infecció pel SARS-CoV evolucionaren cap a la fibrosi pulmonar, fins i tot després de la desaparició del virus en els subjectes infectats, un fenomen que s'ha atribuït a l'acció lesiva d'aquest sobre les vies de transducció de senyal de la proteïna EGFR (Epidermal Growth Factor Receptor). Una altra seqüela rellevant d'aquesta infecció relacionada amb la presa de glucocorticoides és la necrosi asèptica del cap femoral.

## Repercussió social de la SARS
Uns fets que quasi sempre acompanyen a les epidèmies causants d'un gran nombre de contagis i d'una mortalitat elevada, com la por, l'estigmatització i la discriminació, afectaren a les comunitats d'origen asiàtic de diversos països quan la SARS es va expandir. Tanmateix, la síndrome generà tota mena de rumors i de teories conspiratòries. Per exemple, Taiwan suggerí que formava part d'un experiment de guerra biològica desenvolupat per la Xina i alguns científics russos afirmaren que el SARS-CoV era una barreja de virus de la parotiditis epidèmica i del xarampió creada en un laboratori. Sí que es coneixen dos incidents confirmats d'infeccions pel virus relacionades amb les deficients mesures de seguretat existents en un centre virològic de Beijing.